# Cremastus tenebrosus
Cremastus tenebrosus är en stekelart som beskrevs av Dasch 1979. Cremastus tenebrosus ingår i släktet Cremastus och familjen brokparasitsteklar. Inga underarter finns listade i Catalogue of Life.